# モンキーマジック (アニメ)
『モンキーマジック』は、1999年12月31日から2000年3月11日までテレビ東京で放送されていた番組である。全13話。放送時間は毎週土曜 7:00 - 7:30。

## 概要
中国四大奇書の一つ「西遊記」をアニメ化した作品。石から生まれた石猿の悟空が主人公として描かれている。
東洋の古典をCGを駆使した最新技術で描いて話題となった。日本でテレビ東京系列で放映されたのち、アメリカでもUPNで放映された。
アニメ放送に先駆けて、サンソフトよりプレイステーションのゲームソフトが発売されている（en:Monkey Magic (1999 video game)）。

## スタッフ
- 企画 - 桜井尚
- 監督 - 小華和ためお[1]
- シリーズ構成・脚本 - 吉川惣司
- 脚本協力 - Larry Parr
- オリジナルキャラクターデザイン - 松下進[1]
- アニメーションキャラクターデザイン - 太田雅彦
- 監督助手 - 増井壮一
- 美術監督 - 鈴木朗
- 色彩設計 - 森千草
- テクニカルディレクター - 小畑正好
- CG背景ディレクター - 有馬弘
- デジタル撮影監督 - 渡部健司
- 編集 - 古川雅士
- 音楽 - Alex Wilkinson
- 音楽プロデューサー - Eiichi Naito
- 音響監督 - 明田川仁
- プロデューサー - 兼坂勝利
- アニメーションプロデューサー - 川人憲治郎、山浦宗春
- CGプロデューサー - 坂美佐子
- アニメーション制作 - グループ・タック
- CG制作 - 島精機製作所、NHKエンタープライズ21CGルーム、デジタル・クラフト、旭プロダクション
- 製作 - ビー・ファクトリー

## キャスト
- 悟空：森久保祥太郎
- 三蔵：田野恵
- ロンレイ：笹本優子
- モトボス：江川央生
- モッテ：雪乃五月
- ナーダ太子：滝本富士子
- 二郎真君：古澤徹
- タイハク：茶風林
- 武侠：石井康嗣
- ウラブッダ：立木文彦
- バッティ：高木渉
- 須菩提すぼだい：北村弘一
- 玉帝：麻生智久
- 釈迦：花田光

## 主題歌
オープニングテーマ「Holy mission」
作詞 - 華月 / 作曲 - YUKI / 編曲 - Raphael、平井光一 / 歌 - Raphael
エンディングテーマ「F ＜エフ＞」
作詞 - 康珍化 / 作曲・編曲 - 濱田金吾 / 歌 - Angelique

## 各話リスト
| 話数   | サブタイトル        | 絵コンテ     | 演出         | 作画監督      | 放送日          |
| ------ | ------------------- | ------------ | ------------ | ------------- | --------------- |
| 第1話  | 世界一強い石ザル    | 小華和ためお | 増井壮一     | 太田雅彦      | 1999年 12月31日 |
| 第2話  | 分身術でキメろ!     | 増井壮一     | 牧野滋人     | 金成右        | 2000年 1月8日   |
| 第3話  | いただき!キント雲   | 小華和ためお | 太田博光     | 原田峰文      | 1月15日         |
| 第4話  | ナーダ太子との戦い  | 山崎たかし   | 志村宏明     | 金成右        | 1月22日         |
| 第5話  | 銀河艦隊の襲撃だ!   | 増井壮一     | 安形裕篤     | 野口大蔵      | 1月29日         |
| 第6話  | 大勝利!天界への招待 | 辻伸一       | 高田耕一     | 金成右        | 2月5日          |
| 第7話  | 俺さまはヒツバオン! | 前田康成     | 渡辺健一郎   | 柳允庭        | 2月12日         |
| 第8話  | 強敵!二郎真君       | 貞光紳也     | 増井壮一     | 太田雅彦      | 2月19日         |
| 第9話  | 最終兵器・如意棒    | 増井壮一     | 安形裕篤     | 野口大蔵      | 2月26日         |
| 第10話 | 釈迦との遭遇        | 小華和ためお | 小華和ためお | 金成右        | 3月4日          |
| 第11話 | 燃えよ三蔵!         | 細谷秋夫     | 細谷秋夫     | 梶原賢二      | 3月11日         |
| 第12話 | キンコカンで降参だ! | 高田耕一     | 高田耕一     | 金成右 柳允庭 | 3月18日         |
| 第13話 | 天竺への旅立ち      | 増井壮一     | 増井壮一     | 太田雅彦      | 3月25日         |